# Mário Rui
Mário Rui Silva Duarte (n. 27 mai 1991, Sines, Portugalia) este un fotbalist portughez, care joacă în prezent la Napoli, în Serie A și la Echipa națională de fotbal a Portugaliei, pe postul de fundaș.
Format la SL Benfica, și-a petrecut cea mai mare parte a carierei profesionale în Italia, reprezentând Empoli FC, AS Roma și SSC Napoli în Serie A.
Mário Rui a făcut parte din lotul Portugaliei la Campionatul Mondial de Fotbal 2018.